# Carlos Curti
Carlo Curti (Gallicchio, Italia, 6 de mayo de 1859 - Ciudad de México, México, 8 de mayo de 1922), también conocido como Carlos Curti, fue un músico, compositor y líder de banda italiano que emigró a los Estados Unidos. Su contribución más duradera a la sociedad estadounidense fue popularizando la mandolina al iniciar una "mandolina de base" nacional locura de la orquesta" (que duró desde 1880 hasta la década de 1920).
También contribuyó a la sociedad mexicana en 1884 al crear una de las orquestas más antiguas de México, la Orquesta Típica Mexicana (hoy Orquesta Típica de la Ciudad de México). La orquesta bajo su liderazgo representó a México en la Exposición de Algodón de Nueva Orleans. Al igual que con sus estudiantes españolos, Curti vistió a su banda mexicana en trajes, eligiendo el charro cowboy equipo. El valor patriótico de representar a México en el escenario internacional impulsó a las bandas de mariachis (que normalmente habían sido reprimidas por las élites sociales); los mariachis comenzaron a usar trajes de charro como lo había hecho la orquesta de Curti, expresando orgullo por ser mexicanos. La Orquesta Típica Mexicana de Curti ha sido llamada el "predecesor de las bandas de mariachis".
Él fue un director de orquesta, compositor, educador en el Conservatorio Nacional de Música, xilofonista, violinista, mandolinista y autor de un método de mandolina. Dirigió la orquesta del hotel Waldorf-Astoria de Nueva York en su carrera posterior.
También conocido como compositor de zarzuelas y música de baile, entre sus temas más destacados se encuentran "La Típica" y "La flor de México".
El hermano Giovanni (Juan o John) Curti fue arpista y miembro de su orquesta.

## Estudiantes españoles (1880 - 1884)

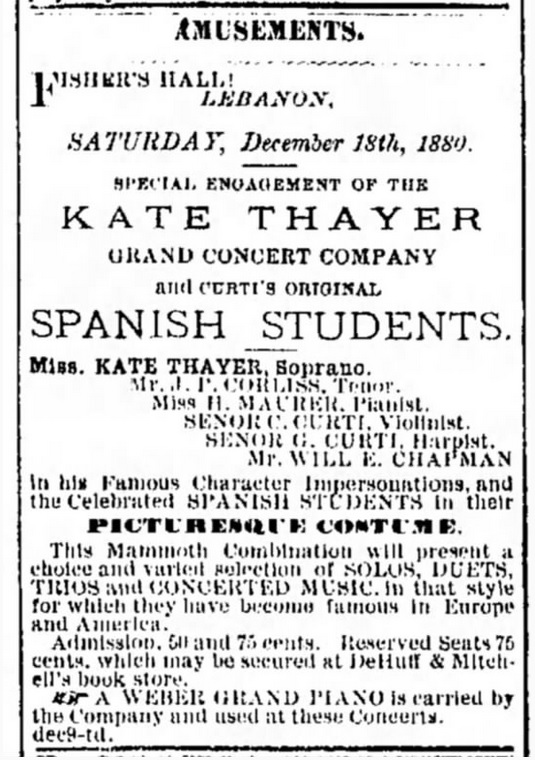
Anuncio para un espectáculo de los "Estudiantes Españoles" de Curti, 18 de diciembre de 1880.

Curti nació en Gallicchio, provincia de Potenza, Basilicata. Cinco años después de su llegada a los Estados Unidos, Curti vio la oportunidad de imitar uno de los grandes actos de su época, la Estudiantina Figaro, también conocida como Estudiantina Figueroa o "Estudiantes Españoles", una banda bailada, vestida, el grupo de juego de España que estaba de gira en los Estados Unidos. Curti tenía experiencia en el mundo del espectáculo, trabajando con una pequeña ópera itinerante, junto con su hermano John. Se aprovechó, pensando que la gente no notaría la diferencia cuando él (un italiano) fingiera ser español.
El uso de mandolinas por parte de los imitadores ayudó a generar un enorme interés público en un instrumento relativamente desconocido en los Estados Unidos. Dejaron una impresión en las personas que los vieron y la mandolina en lugar de la bandurria se estableció en los Estados Unidos y Europa.

## Orquesta típica mexicana (1884 - 1887)

### A partir de 1884

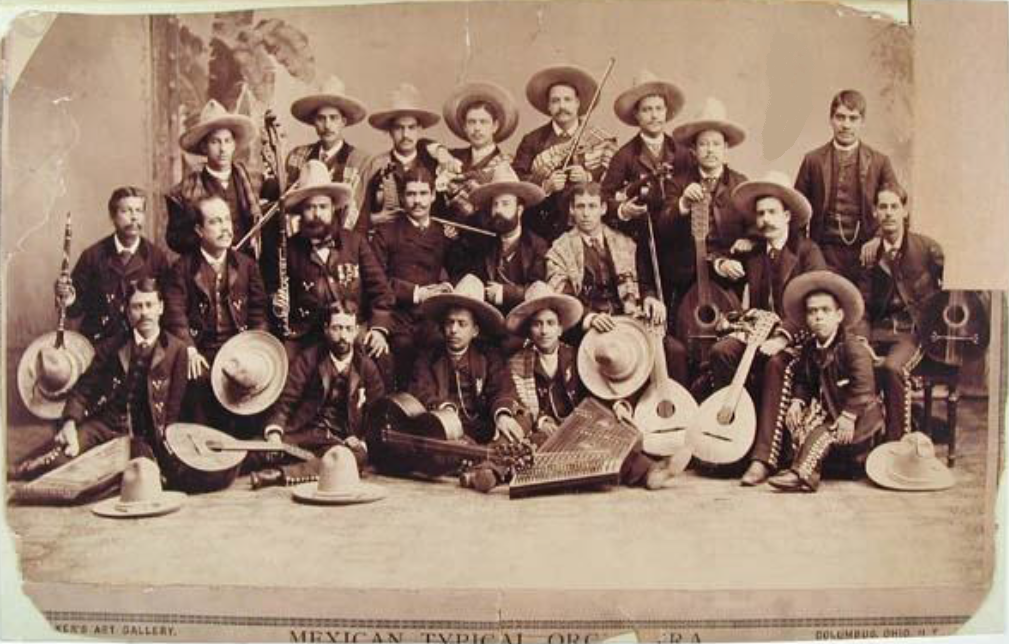
La Orquesta Típica Mexicana alrededor de 1885. Curti ha sido identificado como sentado en la extrema derecha con un bandolón apoyado contra él.

Curti tomó su conocimiento de las elaboradas representaciones de disfraces en las que había participado y organizado desde que llegó a los Estados Unidos y creó un nuevo espectáculo en México, que se convirtió en la Orquesta Típica Mexicana. La Orquesta Típica Mexicana fue originalmente concebida por la intérprete de salterio Encarnación García y el bandolonista Andrés Díaz de la Vega, pero su creación se consolidó en manos de su director y fundador, el xilófono y compositor Carlos Curti, en agosto de 1884.
Inicialmente se componía de 19 músicos, la mayoría de ellos del Conservatorio Nacional de Música y distribuidos de la siguiente manera:
- Flauta. Anastasio Meneses.
- Arpa. Juan Curti.
- Salterios. María Encarnación García y Mariano Aburto. García tocaba un salterio de 99 cuerdas que se parecía a un dulcémele.[21][22]
- Primer Bandolóns. Andrés Díaz de la Vega. Pedro Zariñana, Mariano Pagani y Apolonio Domínguez. Bandolóns se formaron como un cittern o bouzouki con 18 cuerdas (6 cursos de 3 cuerdas).
- Segundo Bandolóns. Vidal Ordaz, Vicente Solís y José Borbolla.
- Guitarras. Pantaleón Dávila y Pedro Dávila.
- Violines. Antonio Figueroa y Enrique Palacios.
- Viola: Buenaventura Herrera.
- Violonchelos. Rafale Galindo y Eduardo Gabrielli.
- Xilófono. Carlos Curti.

### Primer concierto
La orquesta debutó el sábado por la noche el 20 de septiembre de 1884 en un concierto privado, celebrado en el Teatro de la Orquesta del Conservatorio y se alternó en el concierto con la Orquesta del Conservatorio. La Orquesta Típica Mexicana tocó los siguientes cinco trabajos durante la tercera parte de la programación:
1. Obertura de la ópera "Raymond" por Ambroise Thomas
2. Mazurca "Los Ecos" para solo de Salterio por Encarnación García
3. Fantasía sobre la ópera "Norma" de Vincenzo Bellini
4. Marcha de la Opera "Tanhäuser" de Richard Wagner
5. Aires Nacionales Mexicanos por Carlos Curti.

### Respaldo presidencial

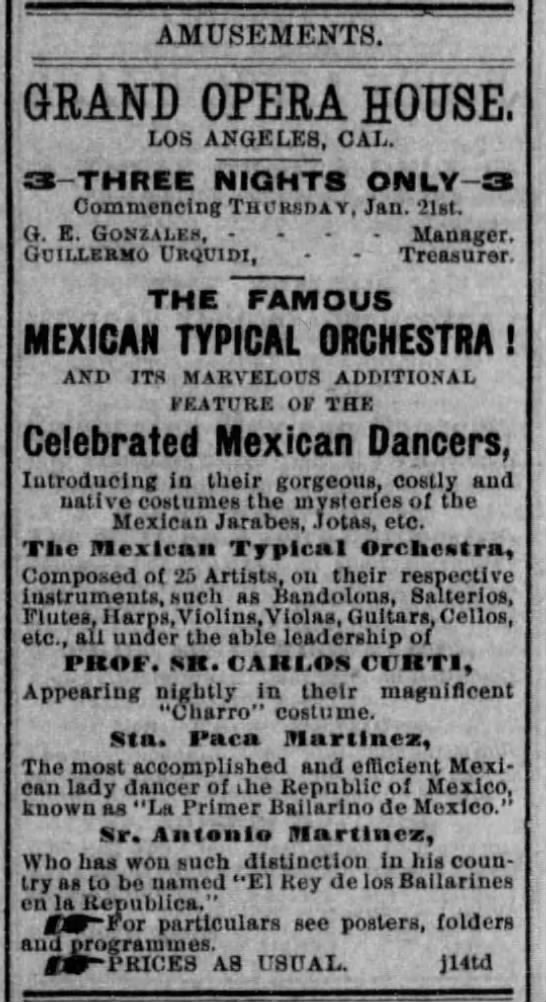
Anuncio para la Orquesta Típica Mexicana del Los Angeles Herald, 21 de enero de 1886.

A este concierto asistió el presidente de México, general Porfirio Díaz, quien en ese momento, nombró al grupo "Orquesta Típica Mexicana". El presidente estaba interesado en apoyar al grupo, porque tuvo problemas durante su campaña electoral en la que sus oponentes utilizaron la música popular como propaganda contra él. El presidente quería traer orden, estabilidad y modernidad a México y la música era una de las herramientas que él usaba. Los "Aires Nacionales Mexicanos" creados por Curti junto con instrumentos étnicos como el salterio impresionaron al General.
La orquesta recorrió México, Estados Unidos y Europa. Actuaron en varios lugares de la capital mexicana. La orquesta actuó en el Teatro Arbeu en una actuación dedicada a las Colonias de Honor Extranjeras y a los estudiantes mexicanos; esta fue también una audición, realizada el 3 de diciembre de 1884 y del acuerdo de Carlos Curti de "Mexican National Tunes" fue endosada, como resultado, la orquesta fue invitada a actuar en la Exposición Universal de Nueva Orleans. Durante los siguientes tres años, la banda realizó varias giras; el primero en los Estados Unidos, comenzando por la Exposición Universal en Nueva Orleans y continuando a Nueva York y varias ciudades en los Estados Unidos, la segunda gira comenzó en enero de 1886, visitando Zacatecas el 8 de enero y nuevamente los Estados Unidos, Canadá y Cuba regresando a la Ciudad de México en julio de 1887. La banda se desintegró abruptamente en la ciudad de Puebla y poco se sabe de su destino después de una disolución tan repentina, se entendió que los músicos que deberían regresar a sus actividades académicas en el Conservatorio Nacional de Música que habían sido abandonados durante la gira. Entre ellos estaba el Sr. Curti, que más tarde se dedicó a dirigir la orquesta Circo Orrín.

### La orquesta después de Carlos Curti
La orquesta típica mexicana continuaría en 1901 con el director Juan Velázquez, quien estuvo con la orquesta y Carlos Curti durante su segunda gira. El tercer candidato fue Miguel Lerdo de Tejada, quien lo organizó como la Orquesta Típica Lerdo en 1901 
Actualmente la orquesta sigue en existencia bajo el nombre de Orquesta Típica de la Ciudad de México y el 31 de mayo de 2011 fue declarada Patrimonio Cultural Intangible de la Ciudad de México.

## Últimos años
Después de catorce años en México, Curti regresó a Nueva York en 1897. A principios del siglo XX, fue director de la Waldorf-Astoria Orchestra por algunos años. También formó otro grupo llamado "Orquesta Mexicana Curti" y realizó varias grabaciones con Columbia Records en 1905, 1906 y 1912. Su vida posterior fue marcada por eventos trágicos: sufrió dificultades financieras después de haber perdido su trabajo en el Waldorf-Astoria y su esposa Carmen se suicidó el 28 de enero de 1914. Curti regresó a la Ciudad de México, donde se suicidó en 1922.

## Sus obras

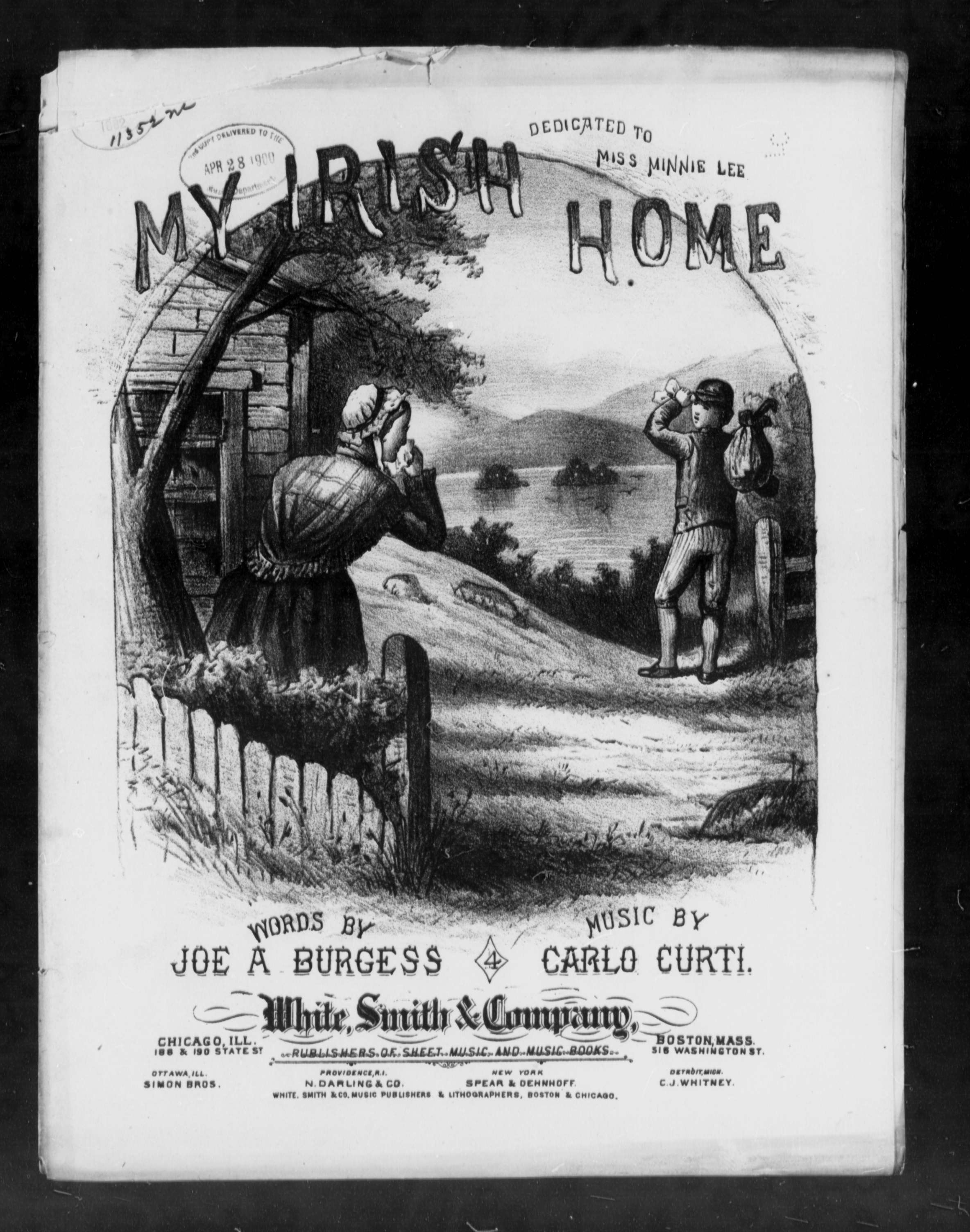
Carátula de My Irish Home con música de Carlos Curti y palabras de Joe A. Burgess, publicada en Chicago, 1882.

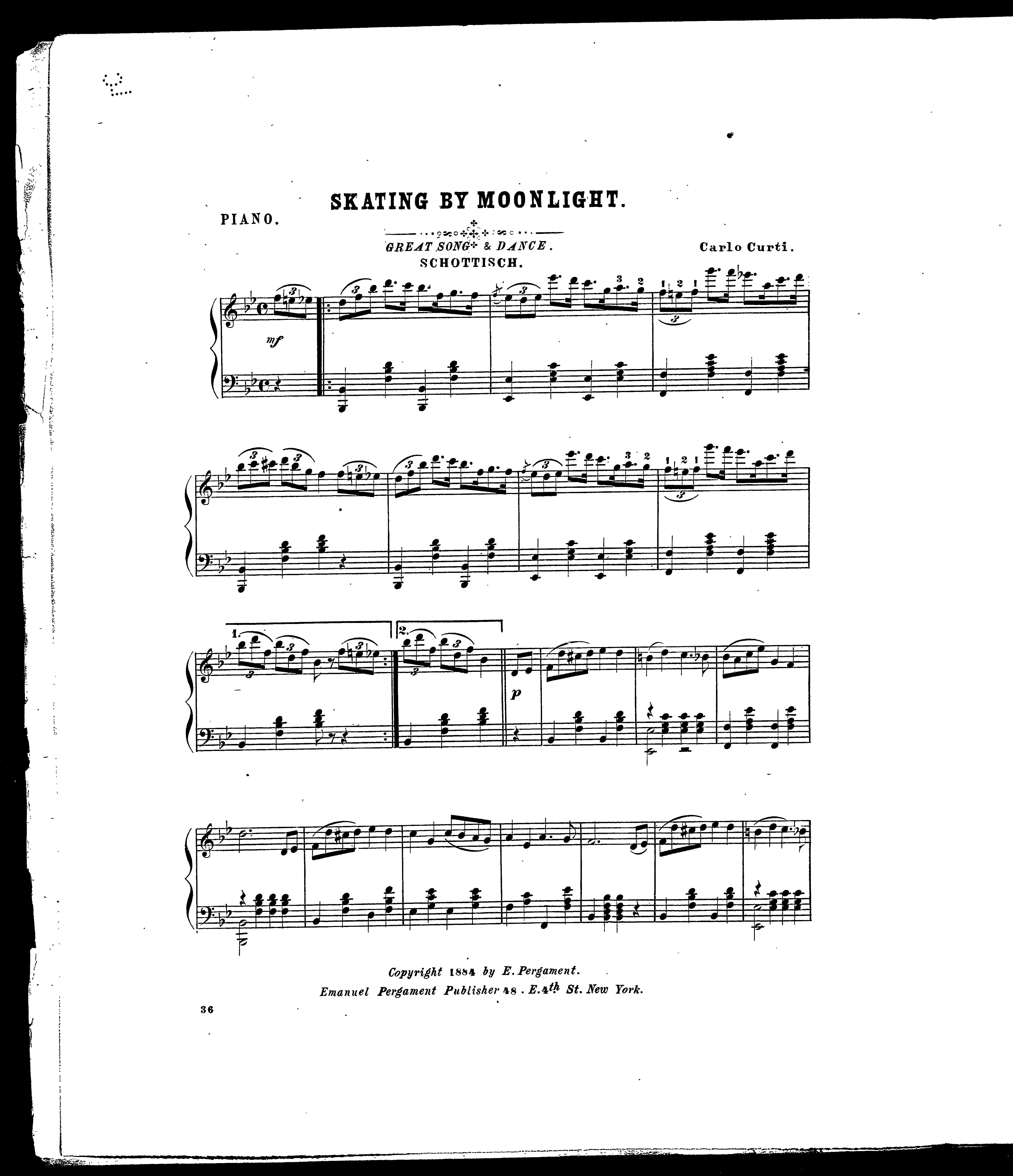
Partitura de Skating by Moonlight para piano, de Carlos Curti, publicada en Nueva York, 1884 por Emanuel Pergament.

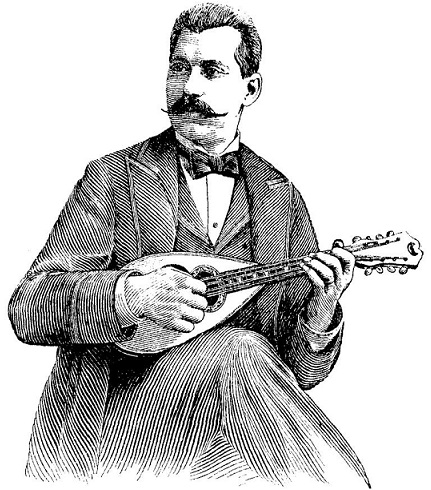
Retrato de Carlo Curti de su libro de 1896, Complete Method for the Mandolin, publicado por T.B. Harms de Nueva York y Londres.

No solo un imitador, Curio fue un músico multiinstrumental y también un compositor, él publicó partituras desde 1880 en Nueva York, pero también publicó extensamente en México.
- Mi hogar irlandés. Palabras de Joe A. Burgess. (agosto de 1892)[29]
- La Tipica. Polca. (1895)
- Florera. Polca. (1891)
- Nueva España. (1894)
- Una boda en Santa Lucia. (1894)
- La patria. Marcha militar. (1895)
- Merci. Gavota. (1896)
- El gondolero. Vals, (1896)
- Serenate. (1897)
- Siempre alegre. Polka, (1897)
- Il n'y a pas de quoi. Bienvenido. Schottische. (1897)
- La cuarta plana. (1899)
- Los de abajo. (1899)
- El novio de Tacha. (1900)
- Benedictina, en "La cuarta plana". Gavota. (1901)
- Bolero, en "La cuarta plana". (1901)
- Diablito. Polca. (1901)
- Nemrod, rey de Babilonia. Opereta. Sala Wagner, (1901)
- Saravia, danza en la zarzuela "La cuarta plana". (1901)
- Tango, danza en la zarzuela "La cuarta plana". (1901)
- Debajo del árbol de bambú. Dúo de mandolina. Organizado por Carlo Curti (1902)[30]
- Mientras que las Campanas del Convento se retorcían. Dúo de mandolina. Organizado por Carlo Curti (1902)[30]
- Reina del baile. Vals. (1905)
- Flor de México. Intermezzo. (1904)
- Maesmawr. Valse lente. (1905)
- El matador. Marzo y dos pasos. (1905)
- Cinta azul. Patrulla de dos pasos. (1906)
- Rosita. Valse romantique. (1907)
- Notturno en D. Violín y piano. (1908)
- Petit bijou (Pequeña joya). Gavota. (1908)
- Campanas del viejo Cornell. (1917)
- Visiones de amor (Visione d'amore). Vals. (1928)
- Angela. Schottische.
- Bogando. Barcarola, en la pantomima acuática "Una boda en Santa Lucía".
- Brisa. Valse
- Champán. Polka en la pantomima "Una boda en Santa Lucia".
- Constanza. Mazurca.
- Dias felices. Schottische.
- Entre amigos. Polca.
- Fregoli. Polca.
- Gondolero. Vals.
- Ilusiones. Vals.
- Juego hidraulico. Vals
- Lamentos.
- Lluvia de rosas. Vals.
- Lola. Polca.
- Maria Enriqueta. Danza.
- Merci! Schottische.
- Momna. Mazurca.
- Monica. Mazurca.
- Mundo ilustrado, en la zarzuela "La cuarta plana". Vals.
- Nueva España. Pasa-calle.
- Otilia. Polca.
- Pan American-Marsch.
- Pas de quoi! Schottische.
- Polka militar.
- Predilecta Vals.
- Recuerdos. Mazurca.
- Teresa. Gavotta.
- Tus ojos. Schottische.
- Xylosono. Polca.
- lbum de México. Colección de 10 piezas para mandolina y piano con 2.

## Grabaciones

### Victor
Sus composiciones fueron grabadas 10 veces en Victor Records. incluso:
- Saravia, Antonio Vargas, 1902
- La flor de México, la banda de Arthur Pryor, 1904
- Tipica polсa, W. Eugene Page; D. F. Ramseyer, 1909
- Cinta azul, Conway's Band, 1914
- La tipica, Trio Romano [es decir, la orquesta napolitana de Cibelli], 1921
- La cuarta plana, Banda de Zapadores, 1905
- La cuarta plana, Trío Arriaga, 1905
- Canción de la saravia, Esperanza Iris, 1906

### Columbia
- Estudiantina Walzer por Waldteufel con la Orquesta de Columbia, con Kastagnetten; La típica polca de Carlo Curti con la Orquesta Española.[32]
- La Tipica, F Lahoz; Carlos Curti; Banda de Curti. Banda Española, 1910.[33]

### Moderno
- La Tipica, Los Alegres de Terán, 1961[34]
- La Tipica, Mariachi Vargas de Tecalitlán, 1963[35]
- La Tipica, Flaco Jiménez, 1988[36]
- La Tipica, Nashville Mandolin Ensemble, 1998[37]
- La Tipica, Milwaukee Mandolin Orchestra, 2007[38]
- Flower of Mexico, Milwaukee Mandolin Orchestra, 2015[39]

## Orquesta típica mexicana
- Newspapers.com clipping from The Daily Commonwealth, 4 Aug 1885, Tue, Page 4 in Topeka, Kansas, dando parte de la historia de la Orquesta Típica Mexicana.
- Newspapers.com 1886 advertisement from Topeka, Kansas, nos dice sobre la Orquesta Típica Mexicana y comparándolos con los Estudiantes Españoles.
- Newspapers.com clipping from Springfield Missouri, from the Springfield Daily Republic, 6 Aug 1886, Fri, Primera edición, menciona a la banda del ejército mexicano con quien viajaban.